# La reina Victòria i Abdul
La reina Victòria i Abdul (títol original en anglès, Victoria & Abdul) és una pel·lícula de comèdia dramàtica biogràfica del Regne Unit de 2017 dirigida per Stephen Frears i escrita per Lee Hall. La pel·lícula està basada en el llibre del mateix nom de Shrabani Basu sobre la relació entre la reina Victòria del Regne Unit i el servent indi musulmà Abdul Karim. Hi actuen Judi Dench, Ali Fazal, Michael Gambon, Eddie Izzard, Tim Pigott-Smith (la seva última actuació) i Adeel Akhtar. Es va estrenar al 74è Festival de Cinema de Venècia i es va estrenar el 15 de setembre de 2017 al Regne Unit. S'ha doblat al català per TV3.
Als 90ns premis Oscar va ser nominada a millor vestuari i a millor maquillatge i perruqueria. Judi Dench va ser nominada al Globus d'Or a la millor actriu musical o còmica a la 75a edició.

## Argument
En la celebració dels 50 anys de regnat de la sobirana Victòria, Abdul Karim, un jove secretari indi, es desplaça de l'Índia a la Gran Bretanya per participar en el Jubileu i descobreix amb sorpresa que la reina s'interessa per ell.

## Repartiment
- Judi Dench com a Victòria I del Regne Unit
- Ali Fazal com a Abdul Karim
- Tim Pigott-Smith com a Henry Ponsonby
- Eddie Izzard com a Bertie, príncep de Gal·les
- Adeel Akhtar com a Mohammad Bakhsh
- Michael Gambon com a Robert Gascoyne-Cecil
- Paul Higgins com a Sir James Reid
- Olivia Williams com a Jane Spencer
- Fenella Woolgar com a Harriet Phipps
- Julian Wadham com a Alick Yorke
- Robin Soans com a Arthur Bigge
- Simon Callow com a Giacomo Puccini
- Simon Paisley Day com a Sr. Tyler
- Amani Zardoe com a Helena del Regne Unit
- Sophie Trott com a Sofia de Prússia
- Penny Ryder com a Sofia de Prússia
- Joe Caffrey com a segon xef
- Tim McMullan com a Tailor
- Jonathan Harden com a Guillem II de Prússia
- John Rowe com a cambrer en cap